# 高其倬
高其倬（1676年—1738年），字章之，号芙沼，原隶镶白旗汉军，后属汉军镶黄旗人，清朝官员，进士出身，雍正朝重臣，清朝“改土歸流”政策的早期推行者之一。

## 生平
康熙三十一年科举人，三十三年（1694年）進士（时隶镶白旗汉军高其伸佐领下，载《钦定八旗通志：进士》），改庶吉士，散館授檢討。不久兼任佐领。五迁至内阁学士。康熙五十九年（1720年），授广西巡抚。康熙六十一年（1722年），雍正帝即位，擢云贵总督。雍正三年（1725年），升兵部尚書，加太子少傅，調任閩浙總督。雍正八年（1730年），調兩江總督，接替史貽直。一年後复召至京师，隨怡亲王勘定太平峪吉地，進世职三等阿思哈尼哈番。隨署雲貴總督。十一年（1733年）春，回任兩江總督。同年秋，以總督銜兼任江苏巡抚。十二年（1734年）因事降級，即授江苏巡抚。乾隆元年（1736年）召还京师，复授湖北巡抚，調湖南。三年（1738年），擢升工部尚書，又調户部。诣京师經過寶應，病發，卒於舟次。朝廷賜祭葬，謚文良。袁枚作《户部尚书两江总督高文良公神道碑》。

## 家庭
家族出于铁岭高氏，祖上来自山东高密。他与族兄高其位、高其佩最为著名。

### 先祖
曾祖父高景时，赠光禄大夫

祖父高尚义，镇守杭州协领

祖母继室赵氏，浙江处州人，钱塘教谕赵邦瑞之女

父高荫爵，字子和，奉天铁岭人，顺天府南路同知、湖北德安府同知至四川松茂道、直隶口北道。

母周氏，游击周尚质之女，赠一品夫人

### 兄弟
高其倬为高荫爵的次子。

高其佑，长兄，候选知县。

高其傃，三弟，武进士，銮仪卫治仪正
，高其傃之孙高举、曾孙高尧镇压白莲教阵亡，赐云骑尉世职。
高其倓，四弟

高其沅，五弟

### 配偶
元配夫人那拉氏，纳兰性德之长女。

继室夫人张氏，山西河东道张士佐女，无子女

繼室夫人蔡琬，字季玉，正白旗汉军蔡毓榮將軍的女兒，尚書蔡珽之妹，著有《藴真轩诗抄》。

副室王氏，淑人

### 子女
长子，高恪，生母元配那拉氏，户部广东司主事，世袭三等男。

次子，高愿，生母王氏，太学生，候选知县。

三子，高书勋，生母蔡琬，娶纳兰性德次子富尔敦之女。

四子，高麟勋，生母蔡琬，二品荫生。原配马佳氏，古北口提督索拜之女。
娶皇太极后裔、和硕显密亲王丹臻孙女、奉国将军衍德女。
长女，夭折

次女，生母王氏，嫁山西巡抚苏克济之子主事达哈塔

三女，生母那拉氏，嫁正白旗汉军、都统杨文坤（父河南巡抚杨宗义，胞伯湖广总督楊宗仁 (清朝)）

四女，生母王氏，嫁镶白旗汉军广东提督冯毅之子冯勃

五女，生母王氏，嫁正白旗汉军周鼎鉴之子，监利知县周祖寿

## 爵位承袭
- 二等轻车都尉世职：自高尚义从清军入关，以军功授二等轻车都尉世职，其子高其仕承袭，高其仕官福建协领，早卒，其兄高其位承袭，后承袭时因例销去恩诏所得，以骑都尉世袭，高其位之子高缵勋承袭骑都尉后，高缵勋之子高瑹承袭，乾隆五十六年高瑹在广东提督任上，包庇堂兄高瑋犯事革职，遣戍伊犁，由侄高扬曾高瑛之子袭，再由惠麟、存厚、禧昌先后承袭。
- 三等男爵世职：高其倬因为雍正皇帝选陵址和以前云南军功所授骑都尉世职，合授三等男爵，其子高恪承袭，其后其孙高烺、曾孙高垣承袭，但均早逝。后来高焜、高垣、高为钟（高维钟）、高士俊、定格先后承袭。
- 恩骑尉世职：三藩之乱时高天爵殉难，谥"忠烈".乾隆间钦奉特旨赏给恩骑尉世袭，由其玄孙高崇承袭，乾隆六十年革职，堂弟高崚承袭，嘉庆九年高铭承袭。
- 云骑尉世职：高承爵玄孙、武举人德楞额兄弟皆改为满族名，德楞额之子庆隆原为候补卫千总，安徽舒城打仗阵亡，赐给云骑尉世职，其子舒成承袭，后由舒春承袭。嘉庆间宜昌府通判高举阵亡后，朝廷恩赐云骑尉世职，由其长子高博文承袭。

## 延伸阅读
[在维基数据编辑]
 《清史稿·卷292》，出自趙爾巽《清史稿》